# Keilor Downs
Keilor Downs är en del av en befolkad plats i Australien. Den ligger i kommunen Brimbank och delstaten Victoria, omkring 17 kilometer nordväst om delstatshuvudstaden Melbourne. Antalet invånare är 10 307.
Runt Keilor Downs är det mycket tätbefolkat, med 1 819 invånare per kvadratkilometer.. Närmaste större samhälle är Melbourne, omkring 17 kilometer sydost om Keilor Downs. 
Runt Keilor Downs är det i huvudsak tätbebyggt. Genomsnittlig årsnederbörd är 971 millimeter. Den regnigaste månaden är juni, med i genomsnitt 115 mm nederbörd, och den torraste är januari, med 34 mm nederbörd.